# Partit Socialista Democràtic del Kurdistan
El Partit Socialista Democràtic del Kurdistan (Parti Sosialisti Dimukrati Kurdistan / Al-Hizb al-Ishtiraki al-Dimuqrati al-Kurdistani) en anagrama PSDK, és un moviment polític del Kurdistan Iraquià dirigit per Muhammad Jahi Mahmud. És crític amb els dos partits dirigents del Kurdistan.
A les eleccions del 2005 al Kurdistan va participar amb l'Aliança Democràtica Patriòtica del Kurdistan i va obtenir dos escons. A les parlamentàries iraquianes va ser part de la mateixa aliança. El 2009 va participar en les regionals dins de la Llista del Servei i la Reforma que va aconseguir 13 escons (un dels quatre partits era nou, i els tres restants -incloent el Partit Socialista Democràtic del Kurdistan- havien obtingut 17 escons) amb un 12,8% dels vots i 240.842 vots.

## Bandera
La bandera coneguda del partit és de color blau clar i en el centre hi ha el segell. Com que el 19 d'abril de 2008 el partit va adoptar un nou emblema, no consta si la bandera s'ha mantingut o és aquest nou símbol el que ara hi figura sobre un fons de diferent o del mateix color (probablement el fons hauria de ser blanc, ja que hi figura la bandera del Kurdistan i de ser blau, la franja central agafaria aquest color)